# Emanuele Filiberto (couraçado)
O Emanuele Filiberto foi um couraçado pré-dreadnought operado pela Marinha Real Italiana e a segunda e última embarcação da Classe Ammiraglio di Saint Bon, depois do Ammiraglio di Saint Bon. Sua construção começou em outubro de 1897 no Estaleiro Real de Castellammare di Stabia e foi lançado ao mar quatro anos depois em setembro de 1897, sendo comissionado na frota italiana em setembro de 1901. Era armado com uma bateria principal composta por quatro canhões de 254 milímetros montados em duas torres de artilharia duplas, tinha um deslocamento de mais de dez mil toneladas e conseguia alcançar uma velocidade máxima de dezoito nós (33 quilômetros por hora).
O Emanuele Filiberto serviu em uma esquadra ativa ao lado de seu irmão durante seus primeiros anos de serviço, participando principalmente de exercícios de rotina junto com a frota. Fez parte da 3ª Divisão durante a Guerra Ítalo-Turca de 1911–12, envolvendo-se em campanhas no Norte da África e na captura da ilha de Rodes. Ele já estava obsoleto quando a Primeira Guerra Mundial começou em 1914 e estava programado para ser desmontado, porém a necessidade de navios de guerra adiou seu desmonte. Foi reduzido para um navio de defesa de costa e passou toda a duração do conflito em Veneza. O Emanuele Filiberto foi tirado do serviço em março de 1920 e depois desmontado.

## Características

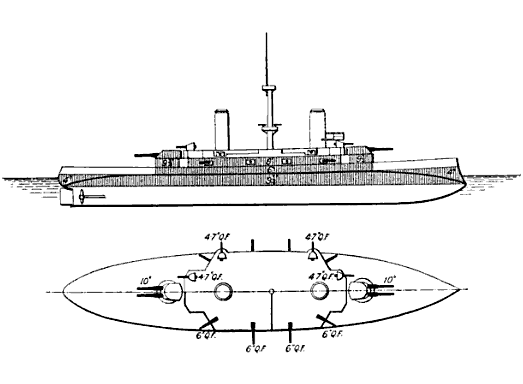
Desenho dos navios da classe

O Emanuele Filiberto tinha 111,8 metros de comprimento de fora a fora, uma boca de 21,12 metros e um calado máximo de 7,69 metros. Tinha um deslocamento normal de 9,8 mil toneladas e um deslocamento carregado de 10,1 mil toneladas. Seu sistema de propulsão consistia em doze caldeiras cilíndricas a carvão que alimentavam dois motores de tripla-expansão, cada um girando uma hélice. Tinha uma potência indicada de 13 744 cavalos-vapor (10 106 quilowatts) para uma velocidade máxima de dezoito nós (33 quilômetros por hora). Sua autonomia era de 5,5 mil milhas náuticas (10,2 mil quilômetros) a dez nós (dezenove quilômetros por hora).
O armamento principal era composto por quatro canhões calibre 40 de 254 milímetros montados em duas torres de artilharia duplas, uma à vante e uma à ré da superestrutura. O armamento secundário tinha oito canhões calibre 40 de 152 milímetros em casamatas à meia-nau e oito canhões calibre 40 de 120 milímetros em montagens giratórias únicas protegidas por escudos em cima das casamatas. A bateria terciária era composta por seis canhões de 76 milímetros e dois canhões de 47 milímetros. Por fim, haviam quatro tubos de torpedo de 450 milímetros em lançadores no convés. A blindagem era feita de aço Harvey e o cinturão principal tinha 249 milímetros de espessura, enquanto o convés tinha setenta milímetros. As casamatas eram protegidas por 150 milímetros, já as torres de artilharia e a torre de comando tinham laterais de 249 milímetros.

## Carreira

### Primeiros anos

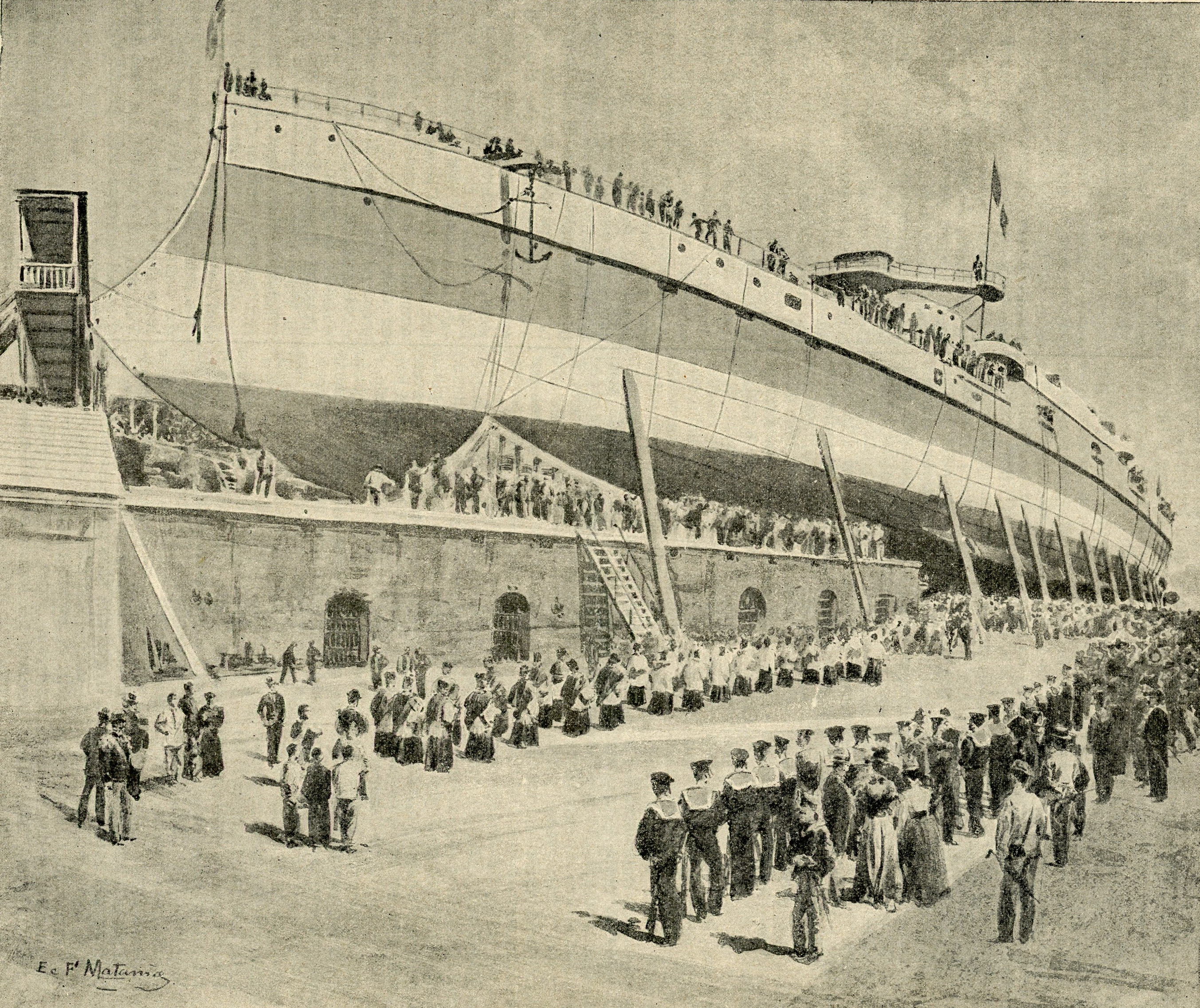
Ilustração de Edoardo Matania do lançamento do Emanuele Filiberto

O batimento de quilha do Emanuele Filiberto ocorreu em 5 de outubro de 1893 no Estaleiro Real de Castellammare di Stabia e foi lançado ao mar em 29 de setembro de 1897. Iniciou seus testes marítimos em setembro de 1900, durante os quais manteve uma velocidade de dezoito nós por duas horas. Foi comissionado em 6 de setembro de 1901, mas só finalizado em 16 de abril de 1902.
O navio passou seus primeiros anos de serviço na 1ª Esquadra junto com seu irmão Ammiraglio di Saint Bon, os três ironclads da Classe Re Umberto e os dois couraçados da Classe Regina Margherita. O Emanuele Filiberto e seu irmão ficaram na frota principal entre 1902 e 1903 junto com os ironclads da Classe Re Umberto e dois dos membros da Classe Ruggiero di Lauria. Os navios da frota principal, enquanto estavam na sua rotina normal de treinamentos em tempos de paz, eram mantidos em comissão para exercícios durante sete meses no ano, enquanto nos cinco restantes eram mantidos em um estado parcial de prontidão com tripulações reduzidas. Participou entre 10 e 26 de outubro de 1906 de grandes manobras de frota no Mar Jônico sob o comando do vice-almirante Alfonso di Brochetti. As manobras culminaram em uma simulação de ataque contra as defesas de Taranto. O Emanuele Filiberto ficou na esquadra aliada durante as manobras de 1908 que deveria se defender de uma esquadra hostil em que o Ammiraglio di Saint Bon estava.

### Guerra Ítalo-Turca
A Itália declarou guerra contra o Império Otomano em 29 de setembro de 1911 a fim de tomar a Líbia, consequentemente iniciando a Guerra Ítalo-Turca. O Emanuele Filiberto foi designado para 3ª Divisão da 2ª Esquadra junto com o Ammiraglio di Saint Bon e os couraçados da Classe Regina Margherita. Participou em 3 de outubro de um bombardeio da fortaleza que defendia Trípoli. Soldados desembarcaram dois dias depois e tomaram a cidade em 11 de outubro. O couraçado voltou para casa em dezembro.
O navio e o resto de sua divisão foram para Tobruque no Mar Egeu em 13 de abril de 1912 para se encontrarem com a 1ª Divisão. As duas se encontraram no dia 17 próximos da ilha de Stampalia, navegando então para o norte. No dia seguinte cortaram cabos submarinos de telégrafo que conectavam Imbros, Tenedos, Lemnos, Salonica e Dardanelos. A maioria das embarcações então foi bombardear as fortalezas que protegiam Dardanelos, mas o Emanuele Filiberto e o contratorpedeiro Ostro foram para o porto de Vathi na ilha de Samos para bombardear os alojamentos otomanos no local. O Ostro torpedeou uma canhoneira otomana no porto e os dois navios recuaram. O couraçado e a maior parte da frota voltaram para casa em 19 de abril, deixando apenas os cruzadores blindados Pisa e Amalfi com uma flotilha de barcos torpedeiros no litoral otomano.
O Emanuele Filiberto e o resto da 3ª Divisão escoltaram um comboio de tropas em 30 de abril entre Tobruque e a ilha de Rodes. Os navios italianos fizeram uma demonstração de força em 4 de maio em frente da cidade de Rodes enquanto os navios de transporte desembarcavam soldados em uma praia dezesseis quilômetros mais ao sul. As forças terrestres rapidamente avançaram sobre a cidade com o apoio da artilharia da frota. Os otomanos defendendo a cidade se renderem no dia seguinte. A 3ª Divisão voltou para a Itália no final de maio com o objetivo de substituir canhões gastos e realizar outros reparos. Os otomanos concordaram com um tratado de paz para encerrar a guerra em outubro.

### Primeira Guerra Mundial

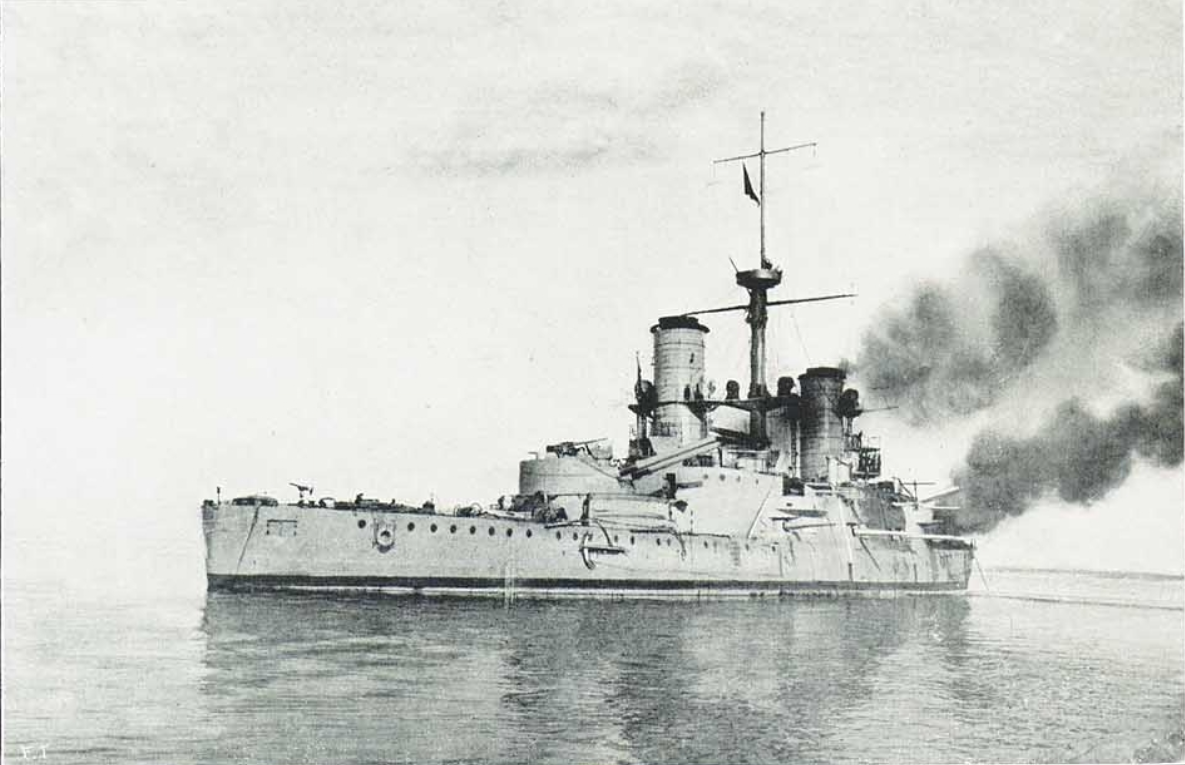
O Emanuele Filiberto em 1919

A Primeira Guerra Mundial começou em agosto de 1914 e a Itália inicialmente declarou sua neutralidade, mas a Tríplice Entente convenceu o país em maio de 1915 a entrar no conflito contra os Impérios Centrais. O Emanuele Filiberto estava programado para ser desmontado em 1914 e 1915, mas isto foi abandonado depois do início da guerra. A Marinha Austro-Húngara, a rival tradicional da Marinha Real, foi a principal oponente no conflito. O almirante Paolo Thaon di Revel, o Chefe do Estado-Maior Naval, acreditava que submarinos e lança-minas austro-húngaros conseguiam operar eficientemente no estreito Mar Adriático, com ele considerando essas ameaças algo muito sério para arriscar utilizar sua frota principal. Em vez disso, Revel preferiu usar sua força de batalha para implementar um bloqueio na extremidade sul do Adriático, local considerado mais seguro, colocando embarcações menores em ataques rápidos contra navios e instalações inimigas. Os couraçados assim foram preservados para confrontar a frota austro-húngara caso esta procurasse uma batalha decisiva. Consequentemente, o Emanuele Filiberto pouco fez por toda a duração da guerra.
O Emanuele Filiberto foi usado como navio de defesa de costa em Veneza, atuando junto com o Ammiraglio di Saint Bon, o antigo ironclad Sardegna, dois cruzadores e outras embarcações menores. Após abril de 1916 passou a ser usado como uma bateria antiaérea flutuante, continuando nesta função até o final da guerra em novembro de 1918. Ele permaneceu no inventário da Marinha Real por pouco tempo depois disso, sendo removido do registro naval em 29 de março de 1920 e desmontado pouco depois.